# Jordin Sparks (EP)
Jordin Sparks es el EP debut de la actriz y cantante Jordin Sparks. Sparks presentó una canción por semana durante su participación en la sexta temporada del show y el EP es una compilación de 5 canciones cantadas por la artista durante el show, que son 4 son covers de otros artistas y "This Is My Now" es una canción original escrita por Jeff Peaboy y Scott Krippayne, que cantó en la final para ganar.

## Listado de canciones
1. "I (Who Have Nothing)"
2. "Wishing on a Star"
3. "To Love Somebody"
4. "A Broken Wing"
5. "This Is My Now"

## Charts
| Charts (2007)                                      | Peak position |
| -------------------------------------------------- | ------------- |
| Estados Unidos U.S. (Billboard Hot Digital Albums) | 2             |

### Sencillos
| Año  | Título                 | Chart                  | Peak position |
| ---- | ---------------------- | ---------------------- | ------------- |
| 2007 | "This Is My Now"       | U.S. Billboard Hot 100 | 15            |
| 2007 | "This Is My Now"       | U.S. Billboard Pop 100 | 16            |
| 2007 | "A Broken Wing"        | U.S. Billboard Hot 100 | 66            |
| 2007 | "A Broken Wing"        | U.S. Billboard Pop 100 | 64            |
| 2007 | "I (Who Have Nothing)" | U.S. Billboard Hot 100 | 80            |